# Rose Alliance
Rose Alliance (Riksorganisationen för sex- och erotikarbetare), tidigare Rosea, är en svensk intresseorganisation för sexarbetare. Den grundades 2010 och är del av ett internationellt nätverk samordnat bland annat via Global Network of Sex Work Projects (NSWP). Man marknadsför sig som en riksorganisation för sexarbetare i Sverige.

## Historik
Organisationen Rose Alliance startades 2010 av Pye Jakobsson, i syfte att dels organisera sexarbetare, dels bilda opinion för sexarbetares rättigheter. Rose Alliance förespråkar självbestämmande och rättigheter för sexarbetare och försvarar både rätten att sälja sex såväl som rätten att sluta sälja sex. Man arbetar även emot den svenska kopplerilagstiftningen.
Rose Alliance är motståndare till den svenska sexköpslagen, då de menar att den bidrar till att beröva sexarbetare rätten att styra över sina egna liv samt utsätter sexarbetare för onödig fara. Under 2010-talet var man, tillsammans med de liknande föreningarna Fuckförbundet och Feminister för Solidaritet, aktiva i sociala medier för att väcka opinion emot lagen.
Organisationen förespråkar istället en avkriminaliseringsmodell liknande den i Nya Zeeland. Rose Alliance motsätter sig marknadsföring av den svenska sexköpslagen utomlands, då de menar att det inte finns någon forskning som visar att lagen uppnått sitt syfte (att minska prostitutionen i det svenska samhället) samtidigt som den gjort vardagen farligare för sexarbetare i Sverige.
Rose Alliance är del av flera internationella nätverk som arbetar för sexarbetares mänskliga rättigheter, bland annat Global Network of Sex Work Projects (NSWP) och The International Committee on the Rights of Sex Workers in Europe and Central Asia (IRCSE).
2014 publicerade Rose Alliance rapporten En Annan Horisont - Sexarbete och hiv/STI -prevention ur ett peer-perspektiv. Rapporten gjordes i samarbete med HIV-Sverige och finansierades av Folkhälsoinstitutet. Rapporten visade bland annat att bara en fjärdedel av de sexarbetare som utsatts för brott hade anmält. Av dem hade nästan 78 procent upplevt polisens bemötande som så pass kränkande att de uppgav att de inte skulle göra en polisanmälan om de utsattes för brott igen.
Organisationens värdegrund:
1. Sexarbete är arbete och ska ha samma arbetsrättsliga skydd som andra arbeten.
2. De mänskliga rättigheterna gäller alla och nab värnar om allas lika värde.
3. Sexarbetare äger den absoluta rätten att tala i egen sak.
4. Man respekterar sexarbetares mångfald av erfarenheter och åsikter samt rätten till anonymitet och integritet.
5. Rose Alliance är emot all kriminalisering av sexuella handlingar mot ersättning som sker mellan samtyckande, myndiga personer samt kriminalisering av tredje part.
6. Rose Alliance är emot alla former av tvång, våld, sexuellt utnyttjande samt arbete under slavliknande förhållanden.[8] Där publicerades resultatet av en enkätundersökning, där 48 procent av de intverjuade sexsäljarna sa att sexuell nyfikenhet var en viktig anledning till att börja sälja sexuella tjänster.[9]

### Mordet på Eva Marree Kullander Smith
Eva Marree Kullander Smith, även känd som "Petite Jasmine", var en svensk sexarbetare och sexarbetaraktivist som mördades sommaren 2013. Hon hade förlorat vårdnaden om sina barn då hon som sexarbetare ansågs vara en olämplig förälder. Vårdnaden gick till barnens far trots att han tidigare varit våldsam mot Kullander Smith. Efter en utdragen vårdnadstvist fick hon börja träffa sina barn igen, tillsammans med exmaken och en socialarbetare. Under ett sådant möte 11 juni 2013 knivhöggs hon till döds av sin exmake. 
Förutom Rose Alliance, där hon var styrelseledamot, arbetade hon för RFSU, RFSL och HIV-Sverige. Hon arbetade öppet mot stigma och för sexarbetares rättigheter genom dessa organisationer och via sin blogg. 
Mordet på Eva Marree Kullander Smith ses av sexarbetarrörelsen som delvis eller direkt orsakat av det stigma som svenska samhället utsätter sexarbetare för genom de attityder som sexköpslagen förmedlar. Mordet blev omskrivet såväl i Aftonbladet som i Expressen som i internationell media, där det hävdats att sexarbetarrörelsen i sitt utnyttjande av mordet för sin egen propaganda osynliggör alla de kvinnor som mördas dagligen i prostitution i världen. 

#### Jasminepriset
Jasminepriset instiftades av Rose Alliance den 9 augusti 2013 till minne av Petite Jasmine. Priset delas ut årligen den 17 december, på the International Day to End Violence Against Sex Workers till en person eller organisation som aktivt bidragit till att förbättra sexarbetares rättigheter och som har arbetat mot stigma, diskriminering och våld. 
2014 delades det första priset ut till centerpartisten Fredrick Federley. Federley är en av få svenska politiker som är öppet kritisk mot sexköpslagen. Han har argumenterat för att sexarbetare ska inkluderas i samhällsdebatten och för en rättighetsbaserad politik i linje med Unaids och Världshälsoorganisationens riktlinjer.
2015 års Jasminepris delades av författaren Petra Östergren och organisationen HIV-Sverige. 
2017 delades priset mellan Lilian Andersson, grundare av Sveriges första sexarbetarorganisation, Sexualpolitisk Front, år 1973, och Jens Rydström, historiker och genusvetare.
2018 mottags Jasminepriset av Zenitha Smith Westberg, Rose Alliance-medlemmen Eva Marrees mor, för att hon berättat dotterns historia.

## Kända medlemmar
Bland organisationens mer kända medlemmar kan nämnas Pye Jakobsson, svensk före detta sexarbetare, skribent och debattör, samt Rosinha Sambo, sexarbetare som gjort sig känd i media för att ha betalt skatt för intäkter av sexförsäljning, varpå hon anmälde staten för koppleri. 
Laura María Agustín, känd som Naked Anthropologist, har bland annat skrivit boken Sex at the Margins: Migration, Labour Markets and the Rescue Industry (Zed Books, ISBN 1842778609). 
Pseudonymen och tillika sexarbetaren "Isabella Lund" vann pris för årets politiska blogg för sin blogg år 2007. 
Greta Svammel är ännu en bloggare under pseudonym som deltagit i tv-program och debattartiklar samt har skrivit boken Att sälja sex : lagen, debatten, attityden från mitt perspektiv, då under pseudonymen Linnéa Evertsdotter (Vulkan, ISBN 9789163364266). 
Styrelsemedlemmen Alexander Alvina Chamberland är en sexarbetare, författare, konstnär och queeraktivist som ofta skriver om sexarbete och sexualpolitik.
Artisten och samhällsdebattören Alexander Bard  blev medlem i Rose Alliance i samband med RFSU-kontroversen.

## Kritik
Vintern 2016 publicerade Ottar, RFSU:s sexualpolitiska tidskrift ett nummer med tema "Sex – Att köpa och sälja". Numret skapade en kritikerstorm från sexarbetare då flera av texterna ansågs kränkande mot sexarbetare. Flera medlemmar av Rose Alliance valde att avsluta sina medlemskap i RFSU trots tidigare samarbeten. Särskilt ett debattinlägg av Kajsa "Ekis" Ekman, en känd prostitutionsmotståndare, uppfattades som hånfullt av sexarbetare både i Sverige och internationellt och ledde till öppna brev både från den Thailändska sexarbetarorganisationen Empower Foundation, den queerfeministiska organisationen Feminister för Solidaritet] och Thailands ambassad i Sverige.
I januari 2013 avslöjades interna motsättningar i Rose Alliance. Det gällde om organisationen verkligen gav stöd till prostituerade kvinnor, eller om det egentligen var en lobbyorganisation mot sexköpslagen. Samtidigt avslöjades att Pye Jakobsson, Rose Alliance talesperson, satt i styrelsen för strippklubben Flirt Fashion AB. Enligt uppgift från en medlem i Rose Alliance hade Jakobsson rekryterat kvinnor till strippklubben och i praktiken verkat som deras chef. Detta förnekades av Jakobsson, som medgav att hon satt i styrelsen för strippklubben, men tonade ner sitt övriga arbete i strippklubben. Den svenska organisationen Kvinnofronten betraktar Rose Alliance som en vilseledande och bedräglig organisation.